# Szkicownik geodezyjny

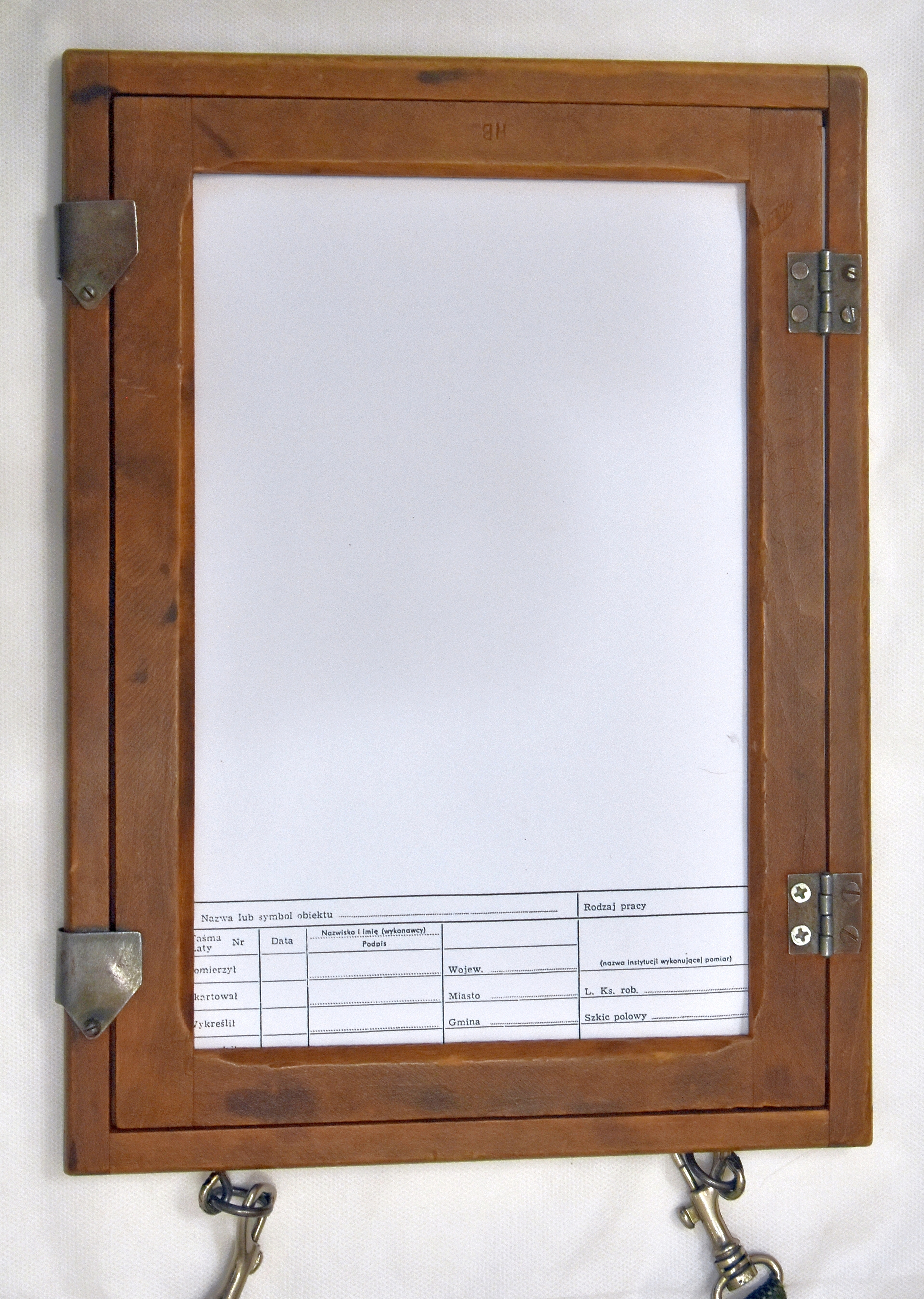
Szkicownik geodezyjny

Szkicownik geodezyjny – to drewniana ramka otwierana, w której znajduje się sztywna plastikowa płyta, na którą nakłada się formularz szkicu.
Szkicownik wyposażony jest w pasek z możliwością regulacji jego długości służący do zawieszania ramki na szyi oraz dwa metalowe zamki do stabilnego mocowania w nim papieru.
Zazwyczaj ma format A4 i służy do sporządzania notatek, szkiców, zapisywania wyników pomiarów w terenie.